# Erica remota
Erica remota là một loài thực vật có hoa trong họ Thạch nam. Loài này được (N.E.Br.) E.G.H.Oliv. mô tả khoa học đầu tiên năm 2000.